# Compagnie maritime
Pour les articles homonymes, voir Compagnie.
Une compagnie maritime est une société qui offre une prestation de transport maritime (marchandises et/ou de passagers), par le moyen de navires qu'elle possède (armateur) ou qu'elle affrète (affréteur).

## Compagnies de transport maritime de marchandises
| Nom                                | État           | Siège                 | Notes                                 |
| ---------------------------------- | -------------- | --------------------- | ------------------------------------- |
| A.P. Møller-Mærsk                  | Opérationnel   | Danemark              |                                       |
| Suisse-Atlantique                  | Opérationnelle | Suisse                |                                       |
| Arctic Umiaq Line                  | Opérationnelle | Groenland             | Compagnie du groupe Royal Arctic Line |
| CLdN Cobelfret S.A.                | Opérationnelle | Luxembourg / Belgique |                                       |
| CMA CGM                            | Opérationnel   | France                |                                       |
| A.-D. Bordes                       | Défunte        | France / Chili        |                                       |
| MARFRET                            | Opérationnel   | France                |                                       |
| Mediterranean Shipping Company     | Opérationnel   | Italie / Suisse       |                                       |
| NYK                                | Opérationnel   | Japon                 |                                       |
| Mitsui O.S.K. Lines                | Opérationnel   | Japon                 |                                       |
| Hapag-Lloyd                        | Opérationnel   | Allemagne             |                                       |
| Comanav                            | Opérationnel   | Maroc                 |                                       |
| IMTC                               | Opérationnel   | Maroc                 |                                       |
| OCL                                | Opérationnel   | Royaume-Uni           |                                       |
| Royal P&O Nedlloyd                 | Opérationnel   | Royaume-Uni/ Pays-Bas | Fusion avec Maersk en 2006            |
| Ben Line-Ellerman                  | Opérationnel   | Royaume-Uni           |                                       |
| W. Wilhelmsen                      | Opérationnel   | Norvège               |                                       |
| East Asiatic Company               | Opérationnel   | Danemark              |                                       |
| Brostroem                          | Opérationnel   | Suède                 |                                       |
| Royal Arctic Line                  | Opérationnelle | Groenland             | Société mère de l'Arctic Umiaq Line   |
| Royal Nedlloyd                     | Défunte        | Pays-Bas              | Fusion avec P&O                       |
| Malasyan Intern. Shipping Company  | Opérationnel   | Malaisie              |                                       |
| K-Line                             | Opérationnel   | Japon                 |                                       |
| Orient Overseas Container Line     | Opérationnel   | Chine                 |                                       |
| Neptune Orient Lines               | Opérationnel   | Singapour             | Racheté par CMA-CGM 4,7 Mds€ en 2015  |
| Compagnie maritime belge           | Opérationnel   | Belgique              |                                       |
| Overseas Container Line            | Défunte        | Royaume-Uni           | Transformé en P&O                     |
| Deutsche Africa Linien             | Inconnu        | Allemagne             |                                       |
| Safmarine                          | Opérationnel   | Afrique du Sud        | Propriété de Maersk                   |
| Hyundai Merchant Marine            | Opérationnel   | Corée du Sud          |                                       |
| Cosco                              | Opérationnel   | Chine                 |                                       |
| Yangming                           | Opérationnel   | Taïwan                |                                       |
| Hanjin Shipping                    | Défunte        | Corée du Sud          | Faillite en 2017                      |
| Evergreen Marine Corporation       | Opérationnel   | Taïwan                |                                       |
| Compagnie générale transatlantique | Défunte        | France                | Devenu la CMA CGM                     |

## Compagnies maritime de transport de passagers

### Compagnies actuelles et opérationnelles
| Nom                              | État                                           | Siège               | Notes                                                                     |
| -------------------------------- | ---------------------------------------------- | ------------------- | ------------------------------------------------------------------------- |
| A'Rosa                           | Continue comme compagnie de transport fluviale | Allemagne           |                                                                           |
| Agoudimos Lines                  | Opérationnelle                                 | Grèce               |                                                                           |
| Aida Cruises                     | Opérationnelle                                 | Allemagne           | Compagnie du groupe Carnival corporation & plc                            |
| Algérie Ferries                  | Opérationnelle                                 | Algérie             |                                                                           |
| American Cruise Lines            | Opérationnelle                                 | États-Unis          |                                                                           |
| American Canadian Caribbean Line | Opérationnelle                                 | États-Unis          |                                                                           |
| ANEK Lines                       | Opérationnelle                                 | Grèce               |                                                                           |
| Arctic Umiaq Line                | Opérationnelle                                 | Groenland           | Compagnie du groupe Royal Arctic Line                                     |
| Azamara Club Cruise              | Opérationnelle                                 | États-Unis          | Compagnie du groupe Royal Caribbean Cruise Line                           |
| Blue Star Line                   | Opérationnelle                                 | Australie           | Compagnie relancée en 2013 dans le cadre du projet Titanic II             |
| Brittany Ferries                 | Opérationnelle                                 | France              | Compagnie bretonne dont le siège est à Roscoff                            |
| Celebrity Cruises                | Opérationnelle                                 | États-Unis          | Compagnie du groupe Royal Caribbean Cruise Line                           |
| Comanav                          | Innopérationnel                                | Maroc               | Faillite en 2013. Filiale de Comarit                                      |
| Comarit                          | Innopérationnel                                | Maroc               | Faillite en 2014                                                          |
| Ferrimaroc                       | Opérationnel                                   | Maroc               | Opéré par Acciona Trasmediterranea                                        |
| IMTC                             | Suspendu                                       | Maroc               | La compagnie est en crise financière                                      |
| Nautas Al Maghreb                | Opérationnel                                   | Maroc               | Opéré par Baléaria                                                        |
| Intershipping                    | Opérationnelle                                 | Maroc               | créé en 2012                                                              |
| Africa Morocco Link              | Opérationnelle                                 | Maroc               | créé en 2016                                                              |
| Ånedin Linjen                    | Opérationnelle                                 | Suède               |                                                                           |
| Azamara Cruises                  | Opérationnelle                                 | États-Unis          | Compagnie du groupe Royal Caribbean International                         |
| Birka Cruises                    | Opérationnelle                                 | Finlande            |                                                                           |
| Black Sea Shipping Company       | Inconnu                                        | Union soviétique    |                                                                           |
| Blue Star Ferries                | Opérationnelle                                 | Grèce               |                                                                           |
| Bora Bora Cruises                | Inconnu                                        | États-Unis          |                                                                           |
| Carnival Cruise Lines            | Opérationnelle                                 | États-Unis          | Compagnie du groupe Carnival corporation & plc                            |
| Croisières de France             | Opérationnelle                                 | France              | Compagnie du groupe Royal Caribbean International                         |
| Celebrity Cruises                | Opérationnelle                                 | États-Unis          | Compagnie du groupe Royal Caribbean International                         |
| Classic International Cruises    | Opérationnelle                                 | Portugal            |                                                                           |
| Compagnie du Ponant              | Opérationnelle                                 | France              | Appartient à Artémis, société contrôlée par la famille famille Pinault    |
| Cruise Club                      | Opérationnelle                                 | Pays-Bas            |                                                                           |
| Costa Croisières                 | Opérationnelle                                 | Italie              | Compagnie du groupe Carnival corporation & plc                            |
| Corsica Linea                    | Opérationnelle                                 | France              | Compagnie appartenant à la SNCM , puis rachetée par Corsica Linea en 2016 |
| Corsica Ferries                  | Opérationnelle                                 | France, Italie      |                                                                           |
| Grandi Navi Veloci               | Opérationnelle                                 | Italie              |                                                                           |
| Moby Lines                       | Opérationnelle                                 | Italie              |                                                                           |
| SNAV                             | Opérationnelle                                 | Italie              |                                                                           |
| Grimaldi Lines                   | Opérationnelle                                 | Italie              |                                                                           |
| Croisières Paquet                | Remise en service Mai 2010                     | France              | Compagnie de Costa Croisières (groupe Carnival corporation & plc)         |
| Cruceros Australis               | Opérationnelle                                 | Chili               |                                                                           |
| Cruise West                      | Opérationnelle                                 | États-Unis          |                                                                           |
| Crystal Cruises                  | Opérationnelle                                 | Japon               |                                                                           |
| CTC Cruise                       | Opérationnelle                                 | Chili               |                                                                           |
| Cunard Line                      | Opérationnelle                                 | Royaume-Uni         | Compagnie du groupe Carnival corporation & plc                            |
| Custom Alaska Cruises            | Inconnu                                        | États-Unis          |                                                                           |
| Disney Cruise Line               | Opérationnelle                                 | États-Unis          |                                                                           |
| EasyCruise                       | Opérationnelle                                 | Grèce               |                                                                           |
| Endeavor Lines                   | Opérationnelle                                 | Grèce               |                                                                           |
| Extrême-Orient Shipping Company  | Plus de bateaux de croisières                  | Union soviétique    |                                                                           |
| Fred Olsen Cruises               | Opérationnelle                                 | Norvège             |                                                                           |
| GAP Adventures                   | Opérationnelle                                 | Canada              |                                                                           |
| Hankyu Ferry                     | Opérationnelle                                 | Japon               |                                                                           |
| Hapag-Lloyd                      | Opérationnelle                                 | Allemagne           | Fusionné avec Hapag-Lloyd                                                 |
| Hebridean International Cruises  | Opérationnelle                                 | Royaume-Uni         |                                                                           |
| Hellenic Seaways                 | Opérationnelle                                 | Grèce               |                                                                           |
| Holland America Line             | Opérationnelle                                 | États-Unis          | Compagnie du groupe Carnival corporation & plc                            |
| Hurtigruten                      | Opérationnelle                                 | Norvège             |                                                                           |
| Imperial Majesty Cruise Line     | Opérationnelle                                 | États-Unis          |                                                                           |
| Iberoscruises                    | Opérationnelle                                 | Espagne             | Compagnie du groupe Carnival corporation & plc,                           |
| Acciona Trasmediterranea         | Opérationnelle                                 | Espagne             |                                                                           |
| Baleària                         | Opérationnelle                                 | Espagne             |                                                                           |
| FRS                              | Opérationnelle                                 | Espagne             |                                                                           |
| Naviera Armas                    | Opérationnelle                                 | Espagne             |                                                                           |
| Island Cruises                   | Opérationnelle                                 | Royaume-Uni         |                                                                           |
| Japan Cruise Line                | Opérationnelle                                 | Japon               |                                                                           |
| Jose Cruise Lines                | Opérationnelle                                 | États-Unis          |                                                                           |
| Kristina Cruises                 | Opérationnelle                                 | Finlande            |                                                                           |
| Louis Cruise Lines               | Opérationnelle                                 | Chypre              |                                                                           |
| Majestic International Cruises   | Opérationnelle                                 | Inconnu             |                                                                           |
| Mano Cruise                      | Opérationnelle                                 | Israël              |                                                                           |
| La Méridionale                   | Opérationnelle                                 | France              |                                                                           |
| Minoan Lines                     | Opérationnelle                                 | Grèce               |                                                                           |
| Miyazaki Car Ferry               | Opérationnelle                                 | Japon               |                                                                           |
| Monarch Classic Cruises          | Opérationnelle                                 | Inconnu             |                                                                           |
| MSC Croisières                   | Opérationnelle                                 | Italie              |                                                                           |
| Norwegian Capricorn Line         | Défunte                                        | Australie           | Fusionné avec Star Cruises                                                |
| Norwegian Cruise Line            | Opérationnelle                                 | États-Unis          |                                                                           |
| Ocean Village                    | Opérationnelle                                 | Royaume-Uni         | Compagnie du groupe Carnival corporation & plc, en liquidation            |
| Oceania Cruises                  | Opérationnelle                                 | États-Unis          |                                                                           |
| Orion Expedition Cruises         | Opérationnelle                                 | Australie           |                                                                           |
| P & O Cruises                    | Opérationnelle                                 | États-Unis          | Compagnie du groupe Carnival corporation & plc                            |
| P & O Cruises Australia          | Opérationnelle                                 | Australie           | Compagnie du groupe Carnival corporation & plc                            |
| Page & Moy                       | Opérationnelle                                 | Europe              |                                                                           |
| Peter Deilmann Croisières        | Opérationnelle                                 | Allemagne           |                                                                           |
| Phoenix Reisen                   | Opérationnelle                                 | Allemagne           |                                                                           |
| Polar Star Expeditions           | Opérationnelle                                 | Canada              |                                                                           |
| Portuscale Cruises               | Opérationnelle                                 | Portugal            |                                                                           |
| Princess Cruises                 | Opérationnelle                                 | États-Unis          | Compagnie du groupe Carnival corporation & plc                            |
| Pullmantur Cruise                | Opérationnelle                                 | Espagne             | Compagnie du groupe Royal Caribbean International                         |
| Quark Expeditions                | Opérationnelle                                 | Royaume-Uni         | Compagnie du groupe TUI Travel                                            |
| R Family Vacations               | Opérationnelle                                 | États-Unis          |                                                                           |
| Regent Seven Seas Cruises        | Opérationnelle                                 | États-Unis          |                                                                           |
| Royal Arctic Line                | Opérationnelle                                 | Groenland           | Société mère de l'Arctic Umiaq Line                                       |
| Royal Caribbean International    | Opérationnelle                                 | États-Unis          |                                                                           |
| Safmarine                        | Opérationnelle                                 | Afrique du Sud      | Ne fonctionne plus pour des croisières                                    |
| Seabourn Cruise Line             | Opérationnelle                                 | États-Unis          | Compagnie du groupe Carnival corporation & plc                            |
| Serenity Cruises                 | Opérationnelle                                 | France              |                                                                           |
| Silversea Cruises                | Opérationnelle                                 | États-Unis / Italie |                                                                           |
| Silja Line                       | Opérationnelle                                 | Finlande            | Opérationnelle                                                            |
| Shin Nihonkai Ferry              | Opérationnelle                                 | Japon               |                                                                           |
| SNCM                             | Défunte                                        | France              | Racheté par Corsica Linea                                                 |
| Star Cruises                     | Opérationnelle                                 | Malaisie            |                                                                           |
| Superfast Ferries                | Opérationnelle                                 | Grèce               |                                                                           |
| Swan Hellenic                    | Opérationnelle                                 | Royaume-Uni         |                                                                           |
| Taiheiyō Ferry                   | Opérationnelle                                 | Japon               |                                                                           |
| Tallink                          | Opérationnelle                                 | Estonie             |                                                                           |
| Thomson Cruises                  | Opérationnelle                                 | Royaume-Uni         |                                                                           |
| Transocean Tours                 | Opérationnelle                                 | Allemagne           |                                                                           |
| Travel Dynamics International    | Opérationnelle                                 | États-Unis          |                                                                           |
| TUI Cruises                      | Opérationnelle                                 | Allemagne           |                                                                           |
| Uniworld River Cruises           | Opérationnelle                                 | États-Unis          |                                                                           |
| Variety Cruises                  | Opérationnelle                                 | Grèce               |                                                                           |
| Ventouris Lines                  | Opérationnelle                                 | Grèce               |                                                                           |
| Vermont Discovery Cruises        | Inconnu                                        | États-Unis          |                                                                           |
| Viking Line                      | Opérationnelle                                 | Finlande            |                                                                           |
| Voyages of Discovery             | Opérationnelle                                 | Royaume-Uni         |                                                                           |
| Windjammer Barefoot Cruises      | Inconnu                                        | États-Unis          |                                                                           |
| Windstar Cruises                 | Opérationnelle                                 | États-Unis          |                                                                           |

### Compagnies passées et défuntes
| Nom                                                | Siège                           | Dates                  | Rachats, fusions                                                                           |
| -------------------------------------------------- | ------------------------------- | ---------------------- | ------------------------------------------------------------------------------------------ |
| Admiral Cruise Line                                | États-Unis                      |                        | Fusionné avec Royal Caribbean International                                                |
| Allan Line                                         | Royaume-Uni                     | 1854 - 1917            | Racheté par la Canadian Pacific Line                                                       |
| American Hawaii Cruises                            | États-Unis                      |                        |                                                                                            |
| American Line / American Steamship Company         | États-Unis                      | 1872 - 1925            | Fusionnée avec la Red Star Line                                                            |
| Anchor Line                                        | Royaume-Uni                     | 1872 - 1986            | Fusionnée avec Gibson & Co                                                                 |
| Atlantic Transport Line                            | Royaume-Uni États-Unis          | 1881 - 1936            |                                                                                            |
| Baltic Shipping Company                            | Union soviétique                |                        |                                                                                            |
| British and Irish Steam Packet Company             | Irlande                         | 1836 - 1992            |                                                                                            |
| Brittany Ferries                                   | France                          | 1972                   |                                                                                            |
| Chandris Cruises                                   | Grèce                           |                        |                                                                                            |
| Clipper Cruise Line                                | États-Unis                      |                        |                                                                                            |
| Commodore Cruise Line                              | États-Unis                      |                        |                                                                                            |
| Compagnie maritime belge du Congo                  | Belgique                        | 1895 - 1930            | devient la Compagnie maritime belge (CMBC) en fusionnant avec la Lloyd royal belge en 1930 |
| Condor Ferries                                     | Guernesey                       | 1964                   |                                                                                            |
| Corsica Linea                                      | France                          | 2016                   |                                                                                            |
| Corsica Sardinia Ferries                           | France italie                   | 1968                   |                                                                                            |
| Couronne Cruise Line                               | États-Unis                      |                        |                                                                                            |
| Cruise West                                        | Royaume-Uni                     |                        |                                                                                            |
| Delfin Croisières                                  | Finlande                        |                        |                                                                                            |
| Dolphin Cruise Line                                | Grèce                           |                        | Fusionné avec Premier Cruise Line                                                          |
| Est Cruise Lines Western Cruise Lines              | États-Unis                      |                        | Fusionné avec Sundance Cruises pour former Admiral Cruise Line                             |
| Effoa                                              | Finlande                        |                        |                                                                                            |
| Hamburg-America Line                               | Allemagne                       |                        | Fusionné avec Hapag-Lloyd                                                                  |
| Holiday Cruises                                    | Allemagne                       |                        |                                                                                            |
| Home Lines                                         | Italie                          |                        | Fusionné avec Holland America Line                                                         |
| Italian Line                                       | Italie                          |                        |                                                                                            |
| Inman Line                                         | Royaume-Uni                     | 1850 - 1893            | Rachetée par l'International Navigation Company                                            |
| Irish Ferries                                      | Irlande (pays)                  | 1992                   |                                                                                            |
| La Méridionale                                     | France                          | 1931                   |                                                                                            |
| Majesty Cruise Line                                | États-Unis                      |                        | Fusionné avec Norwegian Cruise Lines                                                       |
| Norwegian America Line                             | Norvège                         | - 1983                 | Fusionné en 1983 avec Cunard Line                                                          |
| Ocean Cruise Line                                  | États-Unis Royaume-Uni Suisse   |                        | Fusionné avec Croisières Paquet                                                            |
| Orient Lines                                       | États-Unis                      | Reprise prévue en 2009 |                                                                                            |
| Premier Cruise Line                                | États-Unis                      |                        |                                                                                            |
| Red Star Line / International Navigation Company   | États-Unis Royaume-Uni Belgique | 1871 - 1934            |                                                                                            |
| Regency Cruises                                    | Grèce                           |                        |                                                                                            |
| Renaissance Cruises                                | États-Unis                      |                        |                                                                                            |
| Royal Cruise Line                                  | Grèce                           |                        | Fusionné avec Norwegian Cruise Lines                                                       |
| Royal Mail Steam Packet Company / Royal Mail Lines | Royaume-Uni                     | 1839 - 1972            | Fusionnée avec la Hamburg Süd                                                              |
| Royal Olympia Cruises                              | Grèce                           |                        |                                                                                            |
| Royal Viking Line                                  | Norvège                         |                        | Fusionné avec Cunard Line                                                                  |
| Sally Cruise                                       | Finlande                        |                        | Fusionné avec Silja Line                                                                   |
| Scandinavian World Cruises                         | Danemark                        |                        |                                                                                            |
| SeaEscape                                          | États-Unis                      |                        |                                                                                            |
| Shaw, Savill Albion & Line                         | Royaume-Uni                     |                        |                                                                                            |
| Sitmar Cruises                                     | Italie                          |                        | Fusionné avec P & O Cruises                                                                |
| Sun Cruises                                        | Royaume-Uni                     |                        |                                                                                            |
| Sundance Cruises                                   | États-Unis                      |                        | Fusionné avec l'Est Cruise Line pour former Admiral Cruises                                |
| Swedish American Line                              | Suède                           |                        |                                                                                            |
| White Star Line                                    | Royaume-Uni                     | 1845 - 1934            | Fusionnée avec la Cunard Line                                                              |
| Van Gogh Croisières                                | Royaume-Uni                     |                        |                                                                                            |
| United States Lines                                | États-Unis                      |                        |                                                                                            |
| Union-Castle Line                                  | Royaume-Uni                     | 1900 - 1977            |                                                                                            |